# Pincé
Pincé is een gemeente in het Franse departement Sarthe (regio Pays de la Loire) en telt 199 inwoners (2004). De plaats maakt deel uit van het arrondissement La Flèche.

## Geografie
De oppervlakte van Pincé bedraagt 5,8 km², de bevolkingsdichtheid is 34,3 inwoners per km².
De onderstaande kaart toont de ligging van Pincé met de belangrijkste infrastructuur en aangrenzende gemeenten.

## Demografie
Onderstaande figuur toont het verloop van het inwonertal (bron: INSEE-tellingen).

1. ↑  Populations de référence 2022.